# Ruwenzorisolfågel
Ruwenzorisolfågel (Cinnyris stuhlmanni) är en fågel i familjen solfåglar inom ordningen tättingar.

## Utseende och läte
Ruwenzorisolfågeln är en stor och långnäbbad solfågel. Hanen är färgglad i grönt och rött, med gula fjädertofsar vid skuldrorna som dock ofta hålls dolda. Honan är färglöst brunaktig. Arten är mycket lik bergsolfågeln, men är större med längre stjärt och längre näbb samt har ett bredare rött band på undersidan. Lätet är ett hårt "jyet" och sången är en snabb serie med ljusa toner.

## Utbredning och systematik
Ruwenzorisolfågel delas upp i sex underarter:
- C. s. stuhlmanni – förekommer i Ruwenzoribergen (nordöstra Demokratiska republiken Kongo och sydvästra Uganda)
- C. s. schubotzi – förekommer i östra Demokratiska republiken Kongo (bergstrakter väster om Kivusjön) samt närliggande Rwanda och Burundi
- C. s. chapini – förekommer i östra Demokratiska republiken Kongo och södra Burundi (från bergstrakter väster om Edwardsjön till Mt. Kabobo)
- C. s. graueri – förekommer vid Kivuvulkaner, i Rwanda och sydvästra Uganda (Mt. Muhavura)
- C. s. whytei – förekommer i norra Malawi (Nyikaplatån) och intilliggande nordöstra Zambia
- C. s. skye – förekommer i östcentrala Tanzania, i högländerna Rubeho och Udzungwa

Artgränserna med närbesläktade arter har varit omdiskuterade. Marungusolfågel (C. prigogineii) har inkluderats i arten, men hela arten har i sig inkluderats i C. afer. Underarterna whytei och skye fördes tidigare till angolasolfågeln (C. ludoviciensis) alternativt urskildes som egna arten "nyikasolfågel" (C. whytei), men flyttades 2025 istället till ruwenzorisolfågeln efter studier av mitokondrie-DNA. Det stämmer också bättre överens med fjäderdräkt och biogeografi.

## Levnadssätt
Ruwenzorisolfågeln hittas på höglänta hedar och i bergsbelägna skogsbryn. Den ses ofta födosöka vid lågväxta blommor.

## Status
Arten har ett stort utbredningsområde och beståndet anses stabilt. Internationella naturvårdsunionen IUCN listar den därför som livskraftig (LC).

## Namn
Fågelns vetenskapliga artnamn hedrar Dr Franz Ludwig Stuhlmann (1863-1928), tysk naturforskare och samlare av specimen i Östafrika 1886-1900.